# Imunoglobulin A
Imúnoglobulín A (okrajšano IgA) je poglavitni imunoglobulin (protitelo) v zunanjih izločkih (solzah in sokovih v prebavilih, izločkih v dihalih in spolovilih, mleku in serumu). V sluznicah se proizvede več imunoglobulina A kot vseh drugih imunoglobulinov skupaj; vsak dan se na primer v črevesno svetlino izloči od 3 do 5 gramov IgA.  Imunoglobulini A tako predstavljajo 75 % skupne količine vseh proizvedenih imunoglobulinov v telesu.

## Podvrste
Poznamo dve podvrsti IgA: IgA1 in IgA2, nadalje pa lahko IgA obstaja v dimerni obliki, ki jo imenujemo sekretorni IgA (sIgA), v nasprotju z monomernim serumskim IgA.

### IgA1 in IgA2
IgA obstaja v dveh izooblikah, IgA1 in IgA2. IgA1 bolj prevladuje v serumu (~ 80 %), v izločkih pa je izooblike IgA2 okoli 35 %. Razmerje med celicami, ki izločajo IgA1 ali IgA2 se razlikuje med različnimi limfatičnimi tkivi:
- v večini limfatičnih tkiv prevladujejo celice, ki proizvajajo IgA1,
- višji delež celic, ki izločajo IgA2 (težke in lahke verige niso med seboj povezane z disulfidnimi, marveč z nekovalentnimi vezmi), je v sekretornih tkivih (limfatično tkivo črevesja) v primerjavi z nesekretornimi limfatičnimi tkivi (vranica, bezgavke).

Obe izoobliki sta prisotni v zunanjih izločkih (mlezivo, materino mleko, solze, slina) in v njih je delež IgA2 višji kot v krvi.

### Sekretorni in serumski IgA
Sekretorni IgA je poglavitni imunoglobulin v izločkih sluznic, v manjših količinah pa se nahaja tudi v krvi. Sekretorni IgA vsebuje sekretorno komponento, ki ščiti molekulo pred razgradnjo zaradi prisotnosti proteolitičnih encimov, zato sIgA lahko obstane v agresivnem okolju prebavil in tam zagotavlja zaščito pred klicami.

## Vloga
Poglavitna funkcijska razlika med IgA in preostalimi protitelesi, ki prevladujejo v krvi: IgG in IgM, je, da slednja aktivirata vnetne dejavnike (beljakovine komplementa, fagocitne celice), IgA pa veže tuje molekule na površini sluznic in oteži njihov vdor v sluznice. IgA v krvi veže tuje molekule in omogoča njihov prenos skozi jetrne celice v žolč in s tem omogoči, da se imunski sistem ne odzove z vnetno reakcijo na antigene, ki pridejo v telo s hrano in z vdihanim zrakom. V nasprotnem primeru bi prišlo do vnetja sluznic in okvare njihovega delovanja.

## Pomanjkanje IgA
Vzrok pomanjkanja IgA je lahko avtosomska dominantna dedna bolezen. Poteka lahko asimptomatsko, lahko pa so pri bolniku pogostejše okužbe dihal, pojavljajo se lahko driska, alergije, avtoimunske bolezni.
Do padca koncentracije IgA v serumu in slini lahko pride tudi po tonzilektomiji (odstranitvi mandljev), vendar se vrednosti običajno povrnejo na normalno raven po 2 do 3 letih.